# 伊万·什卡多夫
伊万·尼古拉耶维奇·什卡多夫（俄语：Иван Николаевич Шкадов，1913年5月2日—1991年2月15日），苏联军事领导人，1975年晋升大将。1982年至1987年任苏联国防部副部长。

## 生平
1913年生于卡盧加省瑙莫沃村。1935年参加苏联红军，1938年加入联共（布），同年毕业于哈尔科夫坦克学校，分配至远东地区红旗第1集团军独立坦克第2旅（后改编为独立轻型坦克第42旅）服役，历任排长、副连长、独立坦克第136营副参谋长、独立坦克第216营参谋长。1938年夏参与哈桑湖战役，被授予红星勋章。1941年4月，任红旗第2集团军坦克第58师第109团第4营附。
1941年6月苏德战争爆发后，任坦克第108师第216团副参谋长，隶属第50集团军，转战布良斯克方面军和西部方面军，参加莫斯科保卫战，被授予列宁勋章。1941年12月，任某重型坦克团连长。1942年1月，任独立坦克第108旅第257营营长。同年3月开始在尤赫諾夫南部作战，4月受重伤在后方医院休养。6月恢复后，任坦克第13军第169旅独立坦克第350营营长，参加斯大林格勒战役。11月，任斯大林格勒方面军近卫第2集团军独立坦克第52团团长，1943年1月改编至南部方面军。先后参加下第聶伯河、第聶伯河-喀爾巴阡山脈、雅西-奇西瑙等战役战斗。1944年11月，任第37集团军独立坦克第96旅旅长，驻扎在保加利亚。
1945年7月，任第96集团军重型坦克自行火炮团团长。之后又任近卫重型坦克自行火炮第89团团长。1950年，任近卫机械化第25师副师长。1953年毕业于装甲坦克和机械化兵军事学院军官进修班。同年11月，任白俄罗斯军区近卫坦克第8师师长。1957年11月进入总参军事学院进修，1959年9月任近卫坦克第6集团军第一副司令。1961年3月，任喀尔巴阡军区副司令，主要负责军事作战及高等军事教育事务。1964年2月至1967年3月，任苏军驻古巴军事组总顾问。
1967年5月，任驻波兰苏军北方集群司令。1968年12月，任苏联总参军事学院第一副院长。1969年7月，任苏联国防部高等军事院校部主任。1972年8月，任苏联国防部总干部主任。1975年4月29日晋升大将。1978年2月21日获蘇聯英雄荣誉称号。1982年2月，任苏联国防部副部长。1987年1月，任苏联国防部总监察组总监察员。1989年，担任《苏联英雄》传记编辑委员会首任主席。
什卡多夫是苏联第九至十一届最高苏维埃代表（1977年－1989年）。著有回忆录《无法平静的记忆》。
1991年2月15日因车祸逝世，葬于莫斯科新圣女公墓。